# Neripperichal
Neripperichal é uma vila no distrito de Coimbatore, no estado indiano de Tamil Nadu.

## Demografia
Segundo o censo de 2001,  Neripperichal  tinha uma população de 15,632 habitantes. Os indivíduos do sexo masculino constituem 52% da população e os do sexo feminino 48%. Neripperichal tem uma taxa de literacia de 65%, superior à média nacional de 59.5%: a literacia no sexo masculino é de 74% e no sexo feminino é de 56%. Em Neripperichal, 12% da população está abaixo dos 6 anos de idade.